# Michael Blaudzun

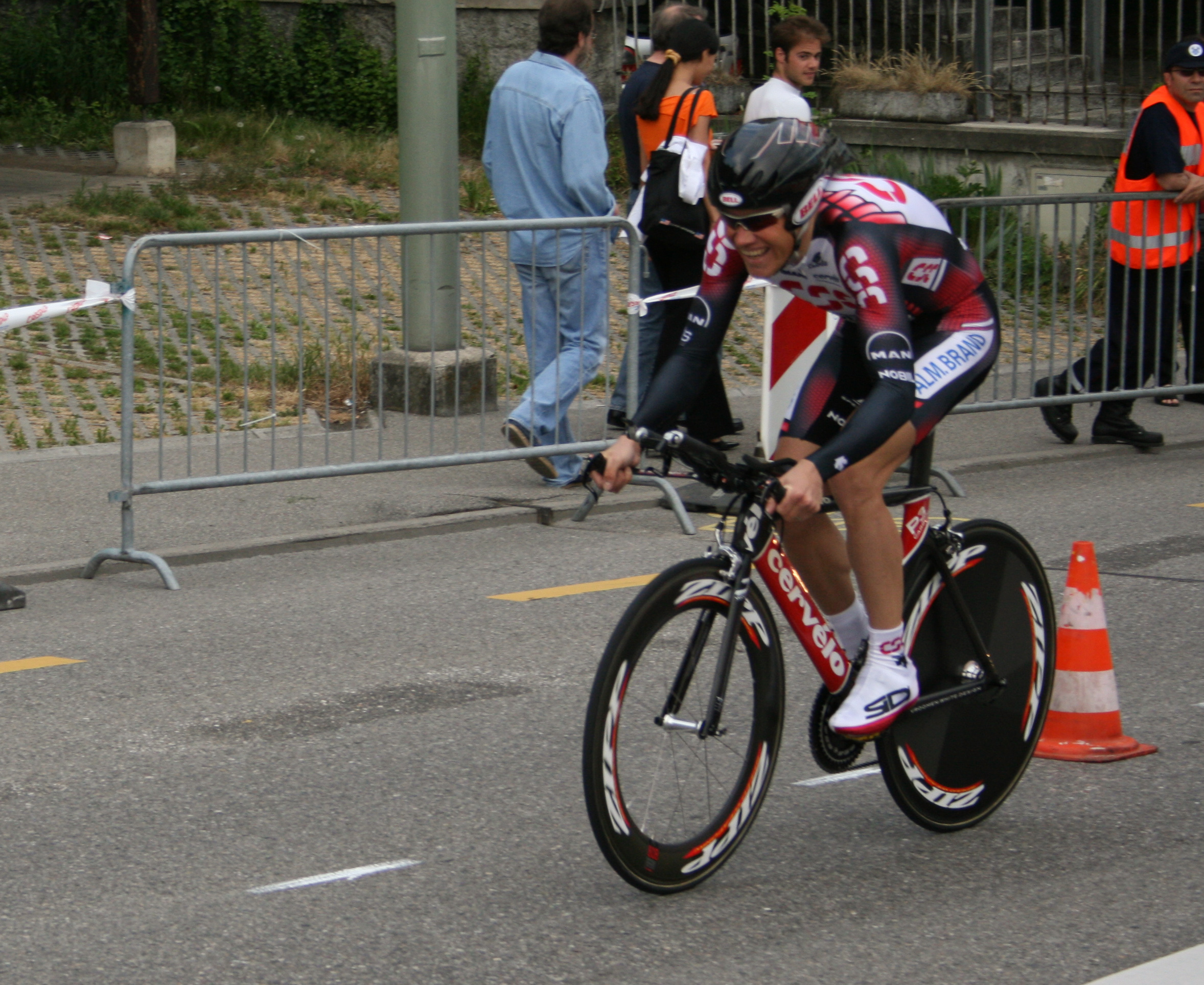
Michael Blaudzun, Romandiet runt 2007.

Michael Blaudzun, född 30 april 1973 i Herning, är en dansk professionell tävlingscyklist. Han cyklade för det danska UCI ProTour-stallet Team CSC mellan 1999 och 2008. Tidigare under sin karriär tävlade han också för Novell, Rabobank och Telekom.
Under sin karriär vann Blaudzun de danska nationsmästerskapens linjelopp 2004 samt nationsmästerskapens tempolopp 2001, 2003 och 2005.

## Karriär
Michael Blaudzun är en stark tempocyklist och har vunnit de danska mästerskapen 2001, 2003 och 2005 i tempodisciplinen. 2004 vann han de danska mästerskapen på landsväg. 1994 vann han nationsmästerskapens linjelopp för amatörer vilket ledde till att han fick cykla de sista månaderna av säsongen med Word Perfect som stagiaire, han fick med andra ord prova på att vara professionell. Året därpå skrev han på ett proffskontrakt med samma stall, som dock bytte namn till Novell. Han fortsatte att tävla med stallet till 1997. Stallet hade då återigen bytt sponsor och kallades för Rabobank.
Blaudzun vann PostGirot Open och etapp 5B på Rheinland-Pfalz Rundfahrt 1996. Men när han bytte stall till Telekom tog han bara några andraplatser. Det danska stallet Team CSC, då Team Home-Jack & Jones, skrev kontrakt med honom inför säsongen 1999. Innan Blaudzun blivit professionell tävlade han för det danska amatörstallet Herning CK och Team Home-Jack & Jones var just baserat på cyklister från amatörstallet.
Blaudzun deltog i sitt första Tour de France 2000 med Team CSC, men valde att inte fortsätta tävlingen efter den tolfte etappen. Han körde också det franska etapploppet 2001 och 2003. 
Han vann det danska loppet GP Herning 2005.
Efter 14 säsonger som professionell valde Blaudzun att sluta cykla som professionell efter säsongen 2008. Han vann sitt sista lopp på hemmaplan, uppvisningsloppet Herning, den 8 augusti 2008. Dagarna tidigare slutade han trea på etapp 5, ett tempolopp, i Post Danmark rundt efter Gustav Larsson och Steve Cummings.
Under sin sista säsong som professionell, 2008, deltog han inte i Tour de France, däremot fick han hjälpa sina stallkamrater i Giro d'Italia och i Vuelta a Espana. I juli slutade Blaudzun trea på temposträckan på etapp 6 av Österrike runt efter Bert Grabsch och Edvald Boasson Hagen. Han slutade också trea i det danska nationsmästerskapets tempolopp efter Lars Bak och Frank Høj.  

## Privatliv
Michael Blaudzun är son till Verner Blaudzun, som tog bronsmedaljen i lagtempolopp på landsväg under de Olympiska sommarspelen 1976.

## Meriter
1994
Dansk mästare på landsväg för amatörer
1996
Postgirot Open
Etapp 5B, Rheinland-Pfalz Rundfahrt
1999
Etapp 13 och sammanställning, Herald Sun Tour
Prolog, Region Stuttgart Etappenrennen
2001
 Nationsmästerskapens tempolopp
Hessen Rundfahrt
84:a sammanställning, Tour de France 2001
2003
 Nationsmästerskapens tempolopp
45:a sammanställning, Tour de France 2003
2004
 Nationsmästerskapens linjelopp
2005
GP Herning
 Nationsmästerskapens tempolopp
2:a sammanställning, Tour of Britain

## Stall
- Novell 1995
- Rabobank 1996–1997
- Telekom 1998
- Team CSC 1999–2008